# اسکس، انتاریو
اسکس (به انگلیسی: Essex) یک شهرک و Lower-tier municipalities در کانادا است که در شهرستان اسکس، انتاریو واقع شده‌است.

## خصوصیات
اسکس  ۱۹٬۶۰۰ نفر جمعیت دارد.